# Albert Zimmer
Pour les articles homonymes, voir Zimmer.
Jean Eugène Albert Zimmer, né le 12 juillet 1922 à La Wantzenau, est un résistant alsacien et un combattant de la 2e DB mort le 23 novembre 1944  en participant à la libération de Strasbourg.
Chef de char du M4A3 Sherman « Cherbourg », il est tué sur le coup par un tir antichar à quelques mètres du pont de Kehl et de la frontière allemande qu'il est le premier à atteindre. Il meurt à quelques kilomètres de chez lui sans revoir sa famille qu'il a quittée en juillet 1941 en s'évadant d'Alsace annexée.

## Biographie
Albert Zimmer est le fil d'Émile Joseph Zimmer et de Marie-Georgette Hirsch qui se sont mariés le 7 juin 1921. Ils sont restaurateurs à La Wantzenau, au nord de Strasbourg.
Il fréquente l'école primaire de La Wantzenau, puis le collège Saint-Pierre-Fourrier à Lunéville où il est un excellent élève. A 14 ans, il commence un cursus à l'école hôtelière de Strasbourg, puis dans diverses institutions à travers la France (stage à Vittel, Villers-sur-Mer, Bagnoles-de-l'Orne). Pour le 1er septembre 1939, il est engagé au Ritz mais l'entrée en guerre de la France vient contrarier ses projets.
Le début de la Seconde Guerre mondiale voit l'application d'un plan d’évacuation des populations civiles de la « zone rouge » de la ligne Maginot. La famille Zimmer est évacuée et s'installe à Dreux où Albert la rejoint. Il tente de s'engager à Chartres mais il est trop jeune.
Dès juillet 1940, les Alsaciens sont encouragés à rentrer par les nazis. L'Alsace-Moselle  est annexée de facto au Troisième Reich le  27 novembre 1940. L'Alsace, rebaptisée « CdZ-Gebiet Elsass », est intégrée au territoire allemand du pays de Bade. La famille Zimmer revient à La Wantzenau qui est maintenant de fait en Allemagne.

### Résistance et évasion
Refusant le régime nazi et l'annexion de l'Alsace, Albert Zimmer adhère au groupe de résistants strasbourgeois « Meteor  » en mars 1941. Après avoir chanté la Marseillaise, avec des amis, dans les rues de Strasbourg et s'être battu avec un groupe de la Jeunesse hitlérienne alsacienne, il décide de s'évader et de rejoindre la zone libre. Le 14 juillet 1941, il quitte sa famille et passe les Vosges  avec l'aide d'une filière utilisant le tunnel de Sainte-Marie-aux-Mines dans lequel circulent encore des trains pour Saint-Dié-des-Vosges. De là, il rejoint Nancy. Il franchit la ligne de démarcation caché dans un wagon de charbon et arrive à Lyon le 23 juillet 1941,.

### L'engagement

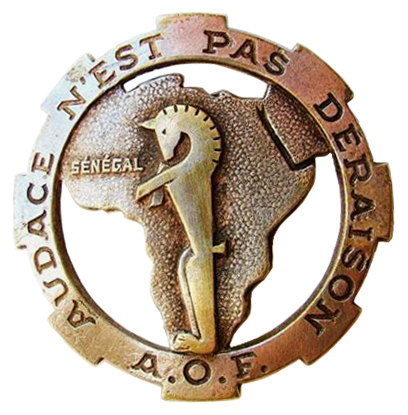
Insigne 12e Régiment de chasseurs d'Afrique.

Il rejoint Marseille et s'engage dans l'armée d'armistice. Il souhaite rejoindre une unité en Afrique du Nord (AFN). Le 20 août 1941 il embarque pour Alger et rejoint son affectation au 12e Groupe Autonome des Chasseurs d'Afrique (GACA) à Thiès au Sénégal en Afrique-Occidentale française (AOF). Il y fait la connaissance du capitaine Marc Rouvillois dont il devient le secrétaire.
Le 8 novembre 1942, les alliés débarquent en Afrique du Nord, c'est l'opération Torch. Le 12e GACA est transféré à Alger le 7 février 1943 où il devient le 12e régiment de chasseurs d'Afrique (12e RCA). Il est équipé par l'armée américaine avec du matériel moderne. A Alger, Albert Zimmer suit de nombreux stages de spécialisation. Il est inscrit au cours d'élèves sous-officiers et en sort major en juillet 1943. Il est nommé maréchal-des-logis.
En septembre de la même année le 12e RCA se dédouble pour reconstituer le 12e régiment de cuirassiers (12e RC). Albert Zimmer y est affecté comme sous-officier de liaison à l'état-major. Son régiment fait partie de la 2e division blindée (2e DB) qui se reforme près de Rabat dans la forêt de Temara. La division s'embarque le 11 avril 1944 à Casablanca et Mers el-Kébir pour le Royaume-Uni et débarque à Swansea après onze jours de traversée.

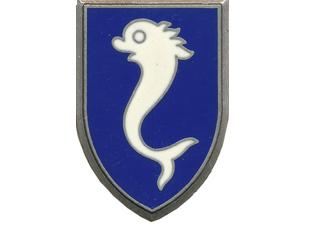
Insigne du 12e Régiment de cuirassier.

Avec le 12e RC, Albert Zimmer s'entraine et termine son instruction au camp de West Lutton (Angleterre). Pendant ce séjour il obtient du commandant Rouvillois le poste de tireur sur le char moyen Sherman « Sarreguemines » dans le peloton du lieutenant Besnier.

### Retour en France
Le 2 août 1944, son unité débarque en France et dès le 9 août engage ses premiers combats. Albert Zimmer reçoit son baptême du feu le 10 août en détruisant un canon allemand placé en embuscade. Il participe le 12 août à la libération d'Alençon puis le 25 août à celle de Paris.
Le 8 septembre 1944, il devient tireur du char « Saint-Denis II » le propre char du lieutenant Besnier qu'il remplace quand il est absent. Le 31 octobre 1944, après la prise de Baccarat son unité est mise au repos pendant quinze jours à l'arrière du front. Depuis le début des combats, Albert Zimmer s'est distingué à plusieurs reprises. Le 20 août 1944 il reçoit une citation à l'ordre du régiment.

« Tireur à bord du Sarreguemines, a permis, par la précision de son tir et son intelligence, à rétablir la situation gravement compromise par une embuscade ennemie à Chérance le 10 août 1944. A mis hors de combat un 88 ennemi. »

Avant le départ pour la libération de l'Alsace, il est nommé chef de char du « Cherbourg », un Sherman M4A3, de l'escadron d'état-major du 12e RC, équipé d'un obusier de 105 mm. Le 22 novembre 1944, il est avec le sous groupement Rouvillois à Dettwiller base de départ de son unité pour la « charge vers Strasbourg » du lendemain. Albert Zimmer fête, avec son équipage, leur première journée en Alsace.

### Mort au combat
Le 23 novembre 1944, le lieutenant-colonel Rouvillois (nommé le 11 novembre 1944), s'appuie sur les conseils judicieux du FFI strasbourgeois Robert Fleig et évite les barrages ennemis. Le sous groupement progresse par Mommenheim et Brumath jusqu'à Strasbourg. Dans la ville, toujours guidé par Robert Fleig dans la jeep en tête de la colonne, le sous-groupement se dirige vers le pont de Kehl, son objectif principal. Pris intact, il permettrait d'établir une tête de pont en Allemagne.
Sur l'ile entre le canal et le petit Rhin, les chars se ravitaillent en essence et en munitions. Albert Zimmer en profite pour essayer de téléphoner à ses parents du bar situé près du pont du canal. Il ne les a plus revus depuis 1941 et ils habitent La Wantzenau à quelques kilomètres au nord de Strasbourg.
A 100 m du pont de Kehl, le « Cherbourg » arrête en deux coups de canon un train rentrant en Allemagne. Puis, il prend la tête de la colonne suivie de la jeep du lieutenant Le Quellec et Robert Fleig. La résistance allemande s'intensifie à mesure qu'ils se rapprochent du pont et le « Cherbourg » est atteint de plein fouet par un tir antichar provenant d'une école. Il est immobilisé et prend feu. Le maréchal des logis-chef Albert Zimmer est tué sur le coup à quelques kilomètres de chez lui sans revoir sa famille.

## Distinctions
Il est reconnu « Mort pour la France ».
- Médaille militaire à titre posthume[12].
- Croix de guerre 1939-1945, palme de bronze (8 février 1945)[7].

« Chef de char d'une bravoure maintes fois éprouvée. Après s'être distingué au cours des combats de la campagne d'Alsace et de la prise de Strasbourg, a été volontaire pour exécuter une patrouille audacieuse vers le pont de Kehl. A été mortellement frappé dans son char alors qu'il atteignait les bords du Rhin. »

## Reconnaissance
- Le 23 novembre 1945, une plaque commémorant l'exploit du maréchal-des-logis Albert Zimmer qui le premier atteignit le Rhin à Strasbourg est inauguré face au pont de Kehl.

« Ici est mort pour la France le 23 novembre 1944 le Maréchal des logis chef Albert ZIMMER, enfant de La Wantzenau. Parti pour rejoindre les français libres. Revenu vainqueur en Alsace française avec ses héroïques compagnons d’armes. Tombé glorieusement le jour même de la libération de Strasbourg par la division Leclerc. »
- Dans le quartier du Port du Rhin, le char Sherman « Cherbourg » de la 2e DB rappelle les violents combats pour la prise du pont de Kehl. Il rend hommage au maréchal des logis chef Albert Zimmer. Son char d'origine avec un canon de 105 mm trop endommagé n'a pas été utilisé. C'est un char Sherman avec un canon de  75 mm plus courant qui est exposé.
- Une rue porte son nom à La Wantzenau[13].

Hommage
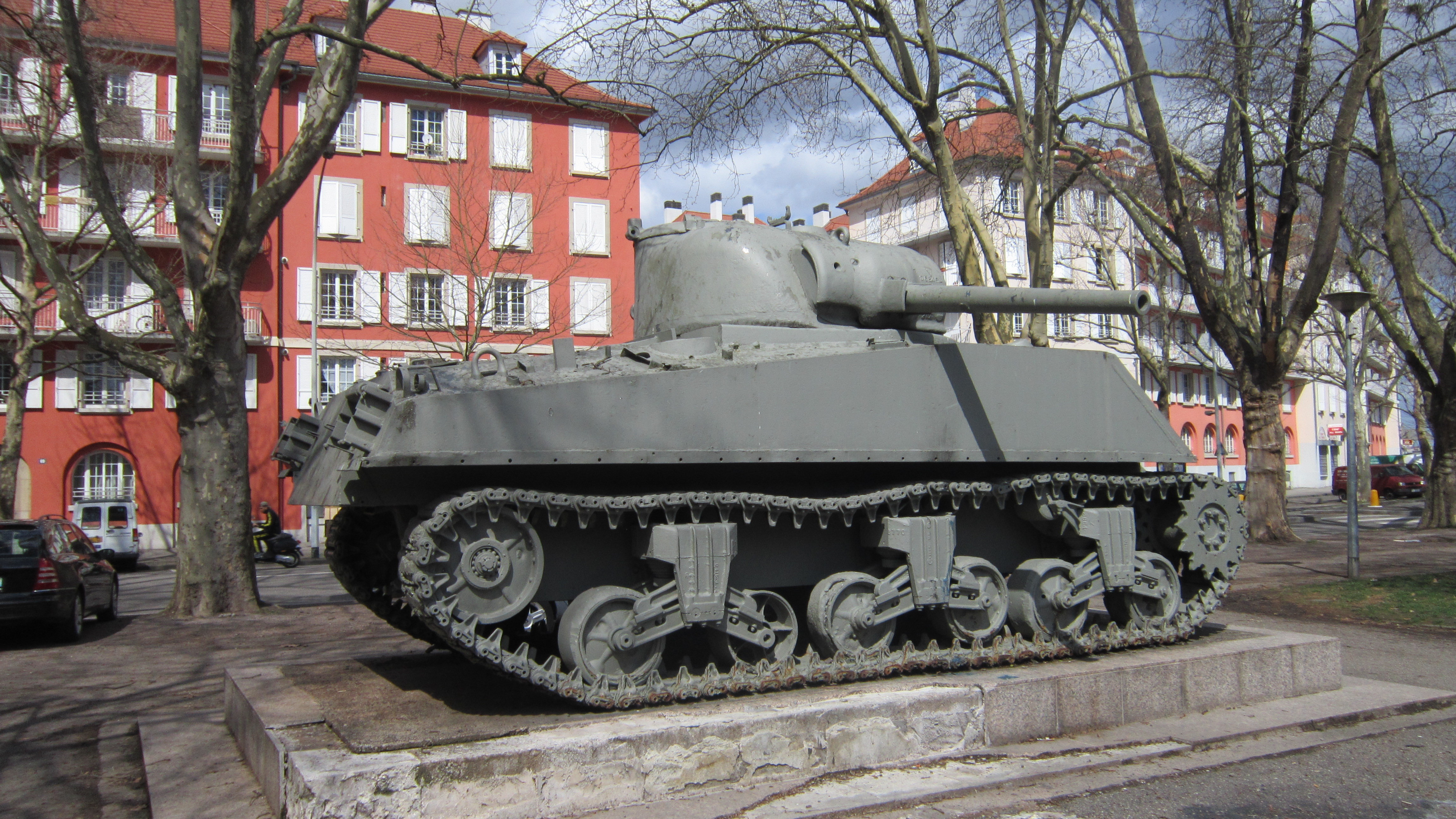
Char M4A3(75) « Cherbourg » du  maréchal des logis chef Albert Zimmer exposé dans le quartier « Port du Rhin » de Strasbourg.
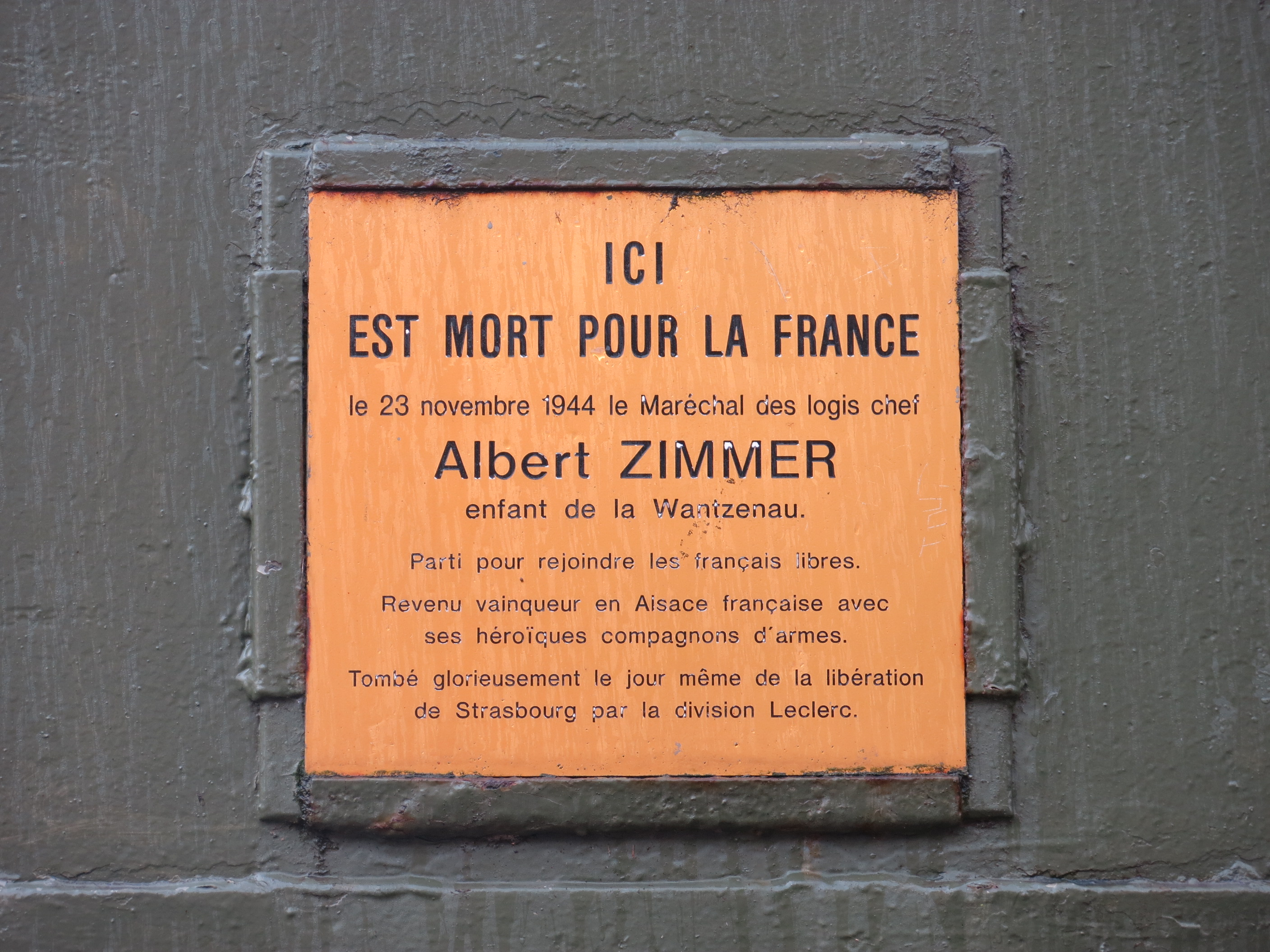
Plaque commémorant la mort pour la France d'Albert Zimmer.
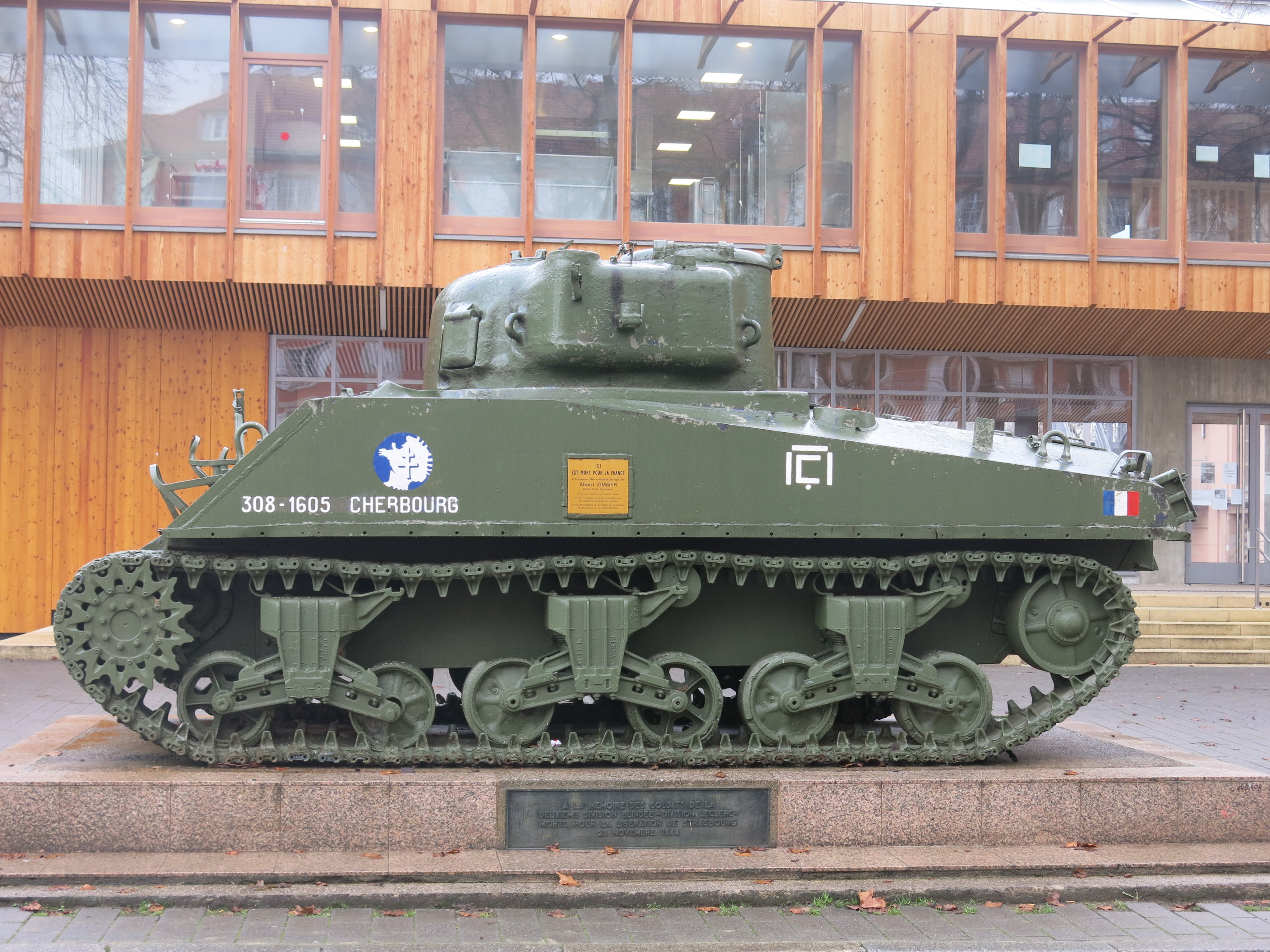
Char M4A3(75) « Cherbourg » du maréchal-des-logis-chef Albert Zimmer exposé dans le quartier « Port du Rhin » de Strasbourg.
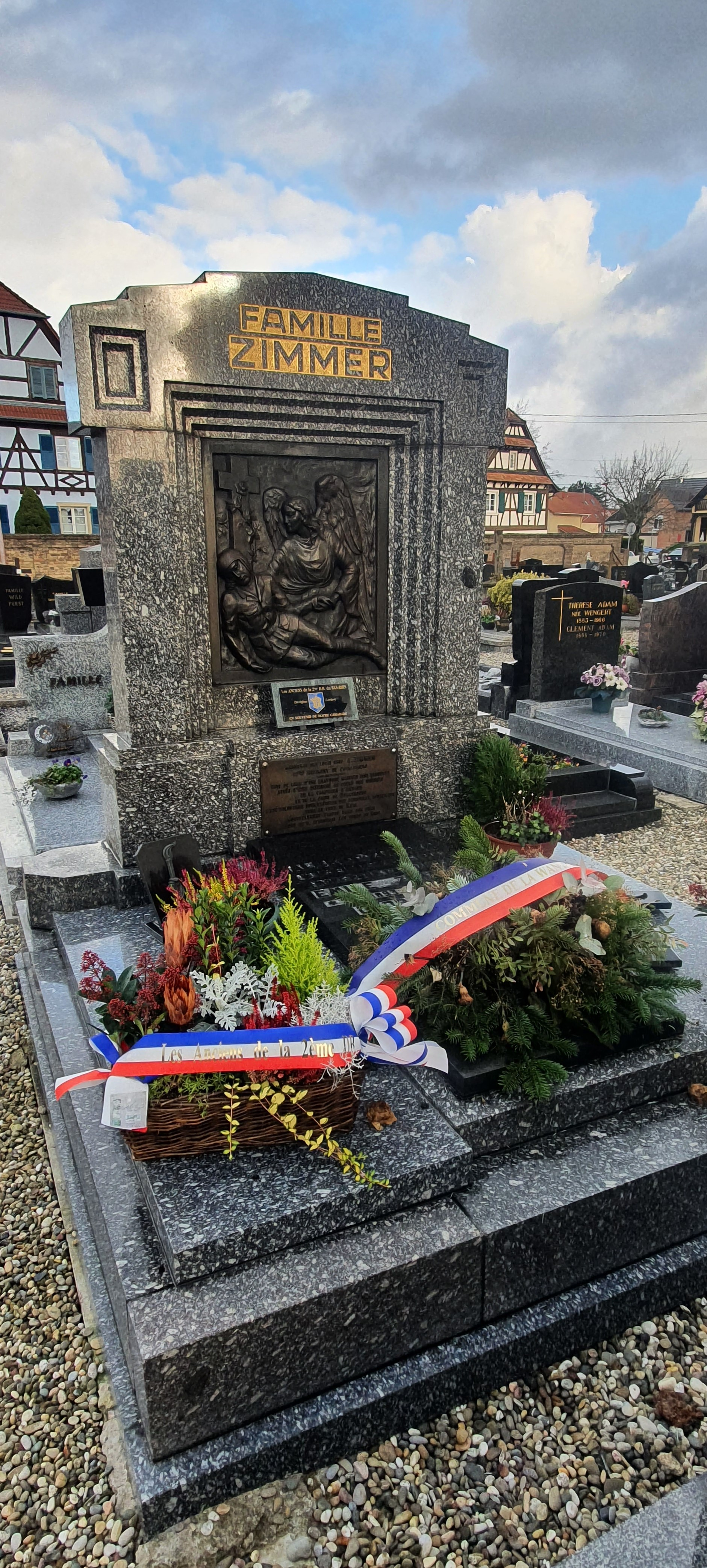
Albert Zimmer est enterré dans le caveau familial à La Wantzenau.
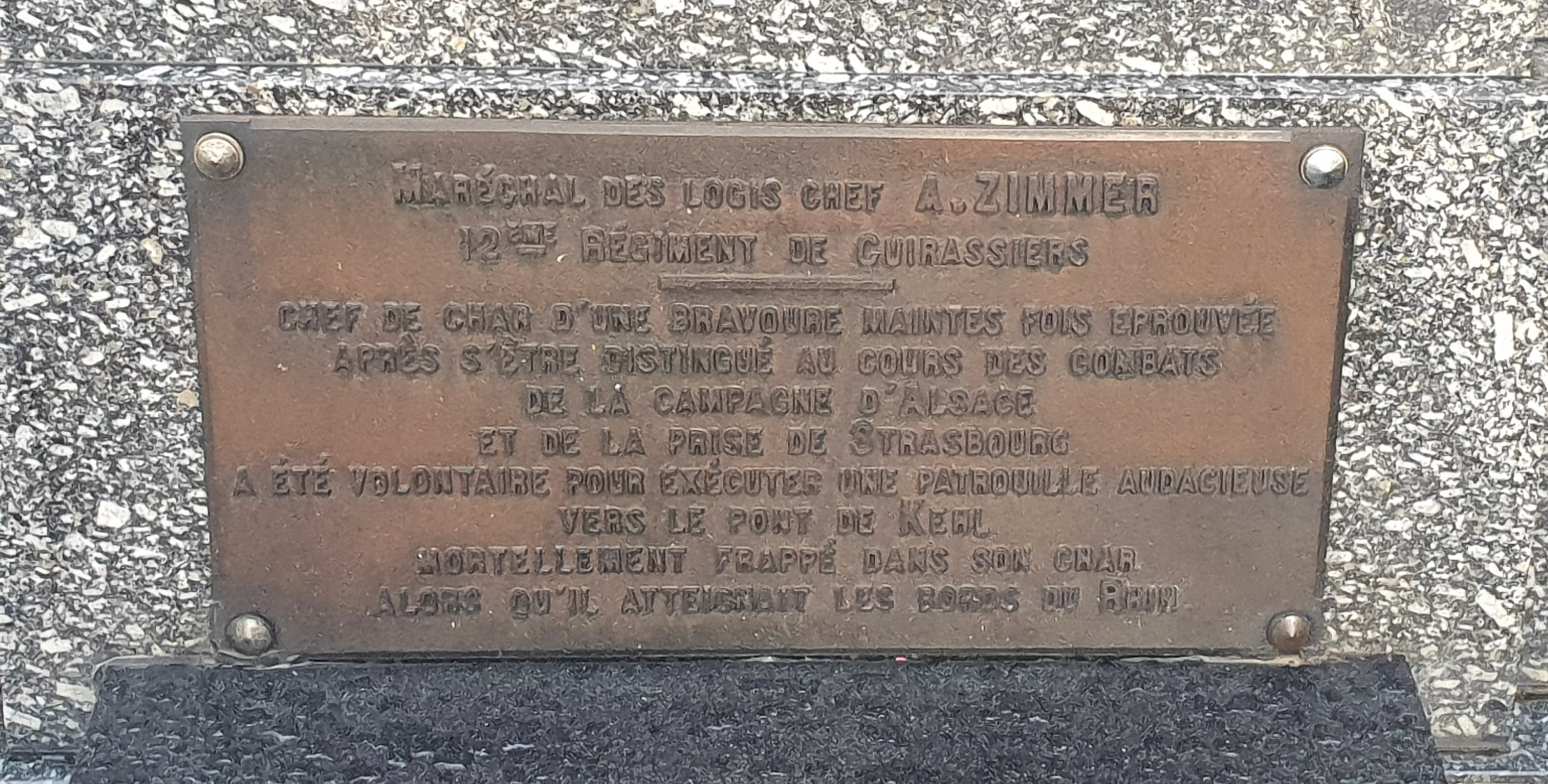
Plaque commémorative sur le caveau familial à La Wantzenau.